# Radara nealcesalis
Radara nealcesalis är en fjärilsart som beskrevs av Walker 1858. Radara nealcesalis ingår i släktet Radara och familjen nattflyn. Inga underarter finns listade.